# Дерман, Генриетта Карловна
Генрие́тта Ка́рловна Де́рман (латыш. Henriete Dermane; урожд. Абеле (латыш. Ābele); 10 (22) августа 1882, Рига — 8 января 1954, Воркута) — одна из первых латышских революционерок; библиотековед, организатор, теоретик и практик библиотечного дела в СССР, директор Библиотеки Коммунистической академии ЦИК СССР (1923—1934), первый директор Московского библиотечного института (1930—1937). В 1938 году была репрессирована, 15 лет провела в лагере (1939—1954). Реабилитирована посмертно в 1955 году.
Главная цель теоретических изысканий и практической работы Г. К. Дерман — доступность и понятность библиотечных каталогов широким массам читателей; основные направления деятельности — централизация каталогизации на базе единой печатной карточки для всех библиотек; унификация книгоописания с применением принципа коллективного авторства; предметный каталог как ведущий в системе каталогов в библиотеках.

## Биография

### Ранние годы
Родилась в Риге, в семье плотогона Карла Абеле. В 1899 году окончила рижскую Ломоносовскую женскую гимназию. В 1900-м под воздействием революционных идей вступает в Прибалтийскую латышскую социал-демократическую рабочую организацию (ПЛСДРО), работает в коллегии пропагандистов. В 1903—1905 годах учится на Высших женских педагогических курсах в Москве, работает связной Московского комитета РСДРП. Окончив курсы, возвращается в Ригу, осенью 1905-го уезжает в Европу (Швейцария, Германия, Бельгия) по заданию ЛСДРП.
В ноябре 1905 года в Брюсселе выходит замуж за Вилиса Дермана (латыш. Dermanis), товарища по партийной борьбе. Вскоре семья возвращается в Латвию, продолжает заниматься революционной деятельностью. Следуют аресты и тюрьмы. В 1907—1911 годах Г. Дерман работает в Рижской организации ЛСДРП, в 1910-м избрана членом ЦК партии. Весной 1911 года Дерманы арестованы, Вилис приговорён к четырём годам каторжных работ, Генриетта вскоре освобождена за недостатком улик. В 1912-м уезжает за мужем в ссылку в Сибирь. Семья ссыльных живёт в посёлке Балаганск Иркутской губернии, Генриетта занимается переводами, работает учительницей, преподаёт немецкий и французский языки. Весной 1914 года организует побег мужа из ссылки. Дерманы приезжают в Петербург, оттуда перебираются в Германию. С началом Первой мировой войны, в августе 1914-го арестованы в Берлине как подданные Российской империи. В октябре 1914-го высланы из Германии, эмигрируют в США.
Семья поселяется в Бостоне, Генриетта работает домашней учительницей, выполняет поручения латышской эмигрантской социал-демократической организации.
В 1918 году у Дерманов родилась дочь, которая прожила лишь 14 дней.
В 1919 году супруги вступают в компартию Америки.

### Становление в профессии
В США Г. К. Дерман получает библиотечное образование, в 1917 году оканчивает библиотечное отделение Симмонс-колледжа. Обучение в колледже совмещалось с практической работой в американских библиотеках, выступлениями с лекциями о библиотечном деле в России, переводами на русский язык американских учебников по библиотечному делу. В анкете Дерман мая 1917 года указано владение семью иностранными языками и желание «получить работу, которая позволит познакомиться с возможно большим числом форм и методов библиотечной деятельности, применяемых в США».
С июня 1917-го по май 1921 года Г. К. Дерман работает каталогизатором и классификатором в славянском отделе Библиотеки Конгресса. Основной задачей была систематизация и классификация коллекции Г. В. Юдина (англ. Yudin Collection), 10 лет хранившейся «на двух этажах чердачного помещения» библиотеки. В письмах Дерман тех лет сохранилось свидетельство о сильной запылённости коллекции, для разбора книг руководство Библиотеки Конгресса снабдило её кухонным фартуком и большой кепкой. Работа Г. К. Дерман по превращению залежей в доступное читателям организованное книжное собрание получила высокую оценку сотрудников Библиотеки Конгресса. В отчёте библиотеки за 1920—1921 годы отмечен «необыкновенный профессионализм» Дерман, а её уход в мае 1921-го оценивается как «серьёзная потеря для библиотеки».
В конце 1921 года Г. К. Дерман возвращается в Латвию вслед за уехавшим ранее мужем. По пути делает остановку в Москве, где 18 декабря выступает с докладом «Библиотечное дело в Америке». Работает в Рижском центральном бюро профсоюзов, в августе 1922 года вслед за В. Дерманом арестована по обвинению в принадлежности к компартии, помещена в Рижскую центральную тюрьму. В конце декабря 1922-го по обмену политзаключёнными Дерманы высланы в Советскую Россию, поселяются в Москве. В 1923-м вступают в ряды ВКП(б).

### Вклад в библиотечное дело

#### Библиотека Коммунистической академии
В феврале 1923 года Дерман возглавила Библиотеку Социалистической академии общественных наук (вначале заместитель директора, затем директор). На начало 1923 года фонд библиотеки составлял свыше 386 тыс. единиц, хранилище представляло собой «беспорядочные, вышиной до сажени наложенные на полу груды книг». Под руководством Дерман была проведена структуризация Библиотеки (выделены функциональные отделы — приёма литературы, комплектования, хранения, каталогизации, научной систематизации, библиографии, справочный отдел), положено начало системе каталогов. Используя опыт работы в библиотеках США, Дерман адаптировала схемы классифиции Библиотеки Конгресса к советской библиотеке. Особое внимание уделяла предметному каталогу, считая, что он должен быть генеральным каталогом библиотеки, внедрению централизованной каталогизации, налаживанию книгообмена, развитию справочно-библиографической работы (в том числе созданию ретроспективных
библиографических указателей литературы).
По оценкам историков, Г. К. Дерман был продемонстрирован «образец системного делового и творческого подхода к организации библиотечной и информационной работы», за 10 лет её руководства «Библиотека Коммунистической академии из разрозненного собрания печатных источников превратилась в настоящую научную библиотеку». В дальнейшем разработанные ею структура и формы работы сохранялись, со временем углубляясь и расширяясь.

#### Другая научная и организационная работа
Одновременно участвовала в организации библиотеки созданного в 1923 году Института В. И. Ленина, заведовала библиотекой до реорганизации Института в 1931-м. В 1924 году участвовала в организационной перестройке Румянцевской библиотеки, входила в состав временной коллегии по управлению Библиотекой, в 1924—1925-м была членом правления, затем членом учёного совета Библиотеки. В 1925—1931 годах возглавляла библиотечную комиссию при Государственном учёном совете Наркомпроса РСФСР по обследованию библиотеки и разработке её новой структуры.
В 1923 году вошла в состав каталогизационной комиссии при Институте библиотековедения, участвовала в разработке первой советской государственной каталогизационной инструкции, вводящей единство описания изданий, в том числе коллективного авторства. Основные положения инструкции позднее легли в основу «Единых правил описания произведений печати».
В конце 1920-х — 1930-х годах под редакцией Г. К. Дерман вышли первые в СССР словари и учебные пособия по библиотечному делу.
В 1929—1930 годах — член редколлегии журнала «Библиография». В 1930—1937 годах — председатель Библиотечной комиссии при Секции научных работников Облпроса.
В декабре 1936 года входила в состав оргбюро Всесоюзного совещания по теоретическим вопросам библиотековедения и библиографии, на котором было принято решение о составлении единой советской государственной каталогизационной инструкции, обязательной для всех библиотек.

#### Участие в конференциях, съездах, конгрессах
В середине 1920—1930-х годах принимала участие в советских съездах, конференциях, совещаниях и международных конгрессах, посвящённых библиотечному делу. В июле 1924 года была делегатом и одним из организаторов состоявшегося в Москве I Всероссийского съезда библиотечных работников, выступила с докладом об основных путях, формах и методах межбиблиотечных связей, ряд предложений нашёл отражение в резолюции Съезда. В декабре этого года участвовала в организации и проведении Первой Всероссийской конференции научных библиотек РСФСР, выступила с докладом «О централизации каталогизации», позднее вошла в состав редколлегии «Трудов конференции». На проходившем параллельно с конференцией I Всероссийском библиографическом съезде выступала за демократизацию библиографии, её связь с жизнью и доступность широким массам, отмечая важность роли высококвалифицированных специалистов в составлении такой библиографии: «…я различаю библиографию описательную и библиографию рекомендательную, причём любая из них может быть составлена научно и ненаучно».
В декабре 1926 года — член оргбюро и президиума проходившей в Ленинграде Второй Всероссийской конференции научных библиотек, посвящённой вопросам координации работы библиотек разных типов и каталогизации. Выступила с докладами
«О работе библиотечной комиссии Государственного учёного совета» и «Рационализация каталогизации в научных библиотеках».
В июне 1929 года участвовала в работе Первого международного библиотечного и библиографического конгрессе в Риме, Флоренции и Венеции, где выступила с докладом «О государственных издательствах в Советском Союзе» (на французском языке). В мае 1935 года — делегат от СССР на Втором конгрессе в Мадриде и Барселоне, выступает с докладами «Информационно-библиографическая работа советских библиотек» и «Профессиональная подготовка библиотекарей» (на английском языке).

#### Московский библиотечный институт
Летом 1930 года в СССР создан первый вуз библиотечного профиля — Московский библиотечный институт (МБИ). Г. К. Дерман назначена его директором. Она стремилась к организации работы института по американской модели, предполагающей сочетание учебной и научно-исследовательской работы, высшего и среднего специального образования. В 1930 году организует в МБИ специальное отделение (по типу рабфака) для подготовки абитуриентов с библиотечным стажем; в 1931-м — вечернее отделение; в 1933-м — отделение по подготовке кадров для детских библиотек. Циклы библиотечно-библиографических дисциплин сочетались с информационными. Нововведения вызвали негативную оценку Н. К. Крупской: «Товарищ Дерман, по-моему, и в вузе необходимо уделять место таким вещам, как диалектический материализм (основа мировоззрения), империализм на теперешней его стадии, вопросам интернационализма, вопросам Советской Конституции, истории Советской власти. Первая часть программы — общеполитическая часть — из боевой превратилась в мирно-культурническую. Мне кажется, в настоящем её виде программа малоцелесообразная».
В декабре 1933 года Дерман назначена по совместительству зав. кафедрой библиотековедения МБИ. В апреле 1934-го после объединения Института библиотековедения с МБИ Дерман освобождена от руководства Комакадемией и назначена директором объединённого Библиотечного института. В 1936 году по её предложению в МБИ созданы отделение научно-исследовательской работы и аспирантура по библиотечным специальностям, в 1937-м — экстернат и заочное отделение.

### Признание
- 1935, 30 июня — в связи с 5-летней годовщиной образования Московского библиотечного института Приказом Наркомпроса РСФСР объявлена благодарность «тов. Г. К. Дерман, создавшей институт и работавшей с огромным энтузиазмом беспрерывно в течение пяти лет в труднейших условиях, руководя разработкой учебных планов, программ по специальным дисциплинам»[22][23].
- 1936 — В Симмонс-колледже Г. Дерман присуждена степень бакалавра наук[7][24].

### Арест и приговор
В середине 1930-х начались аресты в среде латышской диаспоры, в 1936-м арестованы многие из близкого окружения Дерманов. 26 декабря 1937 года арестован Вилис Вилисович Дерман, профессор Коммунистического университета национальных меньшинств Запада и МГПИ. 8 января 1938-го арестована Генриетта Карловна. 11 января исключена из ВКП(б) «как враг народа, арестованный НКВД». В течение года шло следствие «по групповому делу библиотечных работников». 8 мая 1939 года постановлением Военной коллегии Верховного суда СССР Г. К. Дерман осуждена как «террористка, троцкистка-националистка, член антисоветской латышской организации, член диверсионной вредительской организации, распространя[вша]я контрреволюционную литературу» по статье 58 (п.п. 4, 11, 8) и приговорена к «лишению свободы в ИТЛ на 15 лет с последующим поражением в политических правах на 5 лет и с конфискацией лично принадлежащего имущества». На следствии и заседании суда виновной себя не признала.
После ареста Г. К. Дерман ряд её нововведений в библиотечном деле (в том числе предметизация каталогов) изживался как «подражание иностранщине». «Принижение значения предметного каталога отрицательно сказалось в дальнейшем на возможности автоматизации библиотечных процессов, строившихся на понятиях дескриптора, тезауруса и т. п.».

### Лагерь
Никогда не стареть духом,
Не становиться мелочным.
Что бы ни произошло,
Будь мужественным
И в беде, и в трудностях.
По-настоящему нравственный человек

Не поддаётся никаким обстоятельствам
И не даёт себя подавить.
Последние 15 лет жизни Г. К. Дерман прошли на Воркуте. 20 июня 1939 года она прибыла этапом в Воркутлаг. Была на общих работах, потом учётчицей, табельщицей. По воспоминаниям солагерницы о начале 1940-х годов, «…в лагере Генриетта Карловна старалась „не терять форму“ — носила платье с белым воротничком, миску с баландой ставила на „салфетку“ — лист белой бумаги. Она держалась прямо, с гордой осанкой, движения спокойные, уверенные. Она была человеком с несгибаемой волей».
В 1943 году была переведена в «особую зону». Сохранилось воспоминание о Г. К. Дерман 1946 года: «…она была в жуткой телогрейке, перевязанной верёвкой, еле держалась на ногах, которые были чем-то обмотаны. Страшно бледная, цинга дала о себе знать. В Воркуте стояли тогда нещадные морозы, пурга и снегопад. <…> …Говорила она с трудом и показалась… древней старухой. В то время на неё страшно было смотреть».
В 1948 году, по ходатайству друзей Г. К. Дерман в учётно-распределительную часть лагеря, её назначили на должность заведующего технической библиотекой Центральной углехимической лаборатории в посёлке «Рудник». По свидетельству солагерников, «любимая работа буквально воскресила Генриетту Карловну». Изучив специфику работы химлаборатории и определив потребности сотрудников в технической и научной литературе, она принялась за комплектование книжных фондов и «образцово поставила справочно-библиографическую службу».
Она завязала переписку с научными библиотеками Москвы, Ленинграда и других городов, издательствами химической литературы, редакциями научных журналов. В библиотеку химлаборатории Воркуты стали поступать нужные для научной работы материалы, в том числе новейшие иностранные издания на немецком и английском языках. Дерман составляла аннотации, по которым научные работники знакомились с новыми поступлениями, переводила нужные для работы статьи на русский язык.
«Научную библиотеку на пустом месте создавала Генриетта Карловна Дерман…<…> Она не просто создавала картотеку, она священнодействовала!»
В 1950 году политические заключённые Воркутлага были переведены в лагерь особого назначения — Речлаг. В числе прочих ограничений усиленный режим предполагал и ограничение в работе по специальности. После перевода в Речлаг у Г. К. Дерман случился инсульт. Восстановившись после болезни, работала счетоводом. Второй инсульт случился перед самым освобождением. Когда истёк срок заключения, её перенесли на носилках из лагерной в городскую больницу Воркуты, где 18 января 1954 года она скончалась.
Похоронена на городском кладбище Воркуты. Место могилы неизвестно.
22 октября 1955 года Г. К. Дерман реабилитирована «за отсутствием состава преступления».

## Память
После ареста Г. К. Дерман её имя на долгие годы было вычеркнуто из истории библиотечного дела, первые публикации, посвящённые её жизни и деятельности, появились в 1966 году на латышском языке, в 1972-м — на русском. В 1992 году в Московском государственном университете культуры и искусств (бывш. МБИ) состоялась научная конференция, посвящённая 110-летию со дня её рождения. Вторая конференция, к 125-летию, прошла в 2007-м.
В апреле 2009 года в вестибюле МГИК была открыта мемориальная доска с текстом: «В этом здании с сентября 1936 года по январь 1938 года работала первый директор Московского библиотечного института Генриетта Карловна Дерман».
В 2012 году, 130-ю годовщину со дня рождения Г. К. Дерман, был разработан международный проект по созданию посвящённого ей интернет-ресурса.
С 2013 года имя Г. К. Дерман носит библиотека-филиал № 4 посёлка Северный Республики Коми, находящаяся недалеко от мест захоронения жертв политических репрессий в посёлке Юршор.

### Словари, учебные пособия
- Дерман Г. К., Иванов Г. И., Трофимов Л. В. Инструкция по каталогизации произведений коллективов. — М.: Гос. центр. кн. палата РСФСР, 1927. — 82 с.
- Словарь предметных обозначений (рубрик) библиотеки Социалистической академии / под ред. Г. К. Дерман. — М.: Изд-во Ком. акад., 1929. — 365 с.
- Организация библиотечных фондов и каталогов: Учеб. пособие для библ. техникумов / под ред. Г. К. Дерман. — М., 1936. — 168 с.

### Статьи
- Дерман Г. К. Очередные задачи научной организации библиотечного дела страны: (К вопросу о централизации каталогизации) // Красный библиотекарь. — М., 1924. — № 4/5. — С. 50—55.
- Дерман Г. К. Первый международный библиотечный и библиографический конгресс в Риме—Венеции. 15—30 июня 1929 г. // Библиотековедение и библиография. — М., 1930. — № 1/2. — С. 119—130.
- Дерман Г. К. За единую Ленинскую библиотечную сеть // Библиотековедение и библиография. — М., 1930. — № 1/2. — С. 8—25.
- Дерман Г. К. Московский библиотечный институт // Красный библиотекарь. — М., 1931. — № 7. — С. 42—49.; 1934. — № 9. — С. 11—15.
- Дерман Г. К. Второй международный конгресс библиотечных и библиографических работников // Сов. библиография. — М., 1935. — № 14. — С. 151—159.

### Другое
- Труды первой конференции научных библиотек РСФСР / под ред. Г. К. Дерман, Д. Н. Егорова, В. А. Штейна, А. Д. Эйхенгольца. — М.: 4-я тип. «Мосполиграф», 1926. — 248 с. — 2500 экз.
- Библиотека Коммунистической Академии: Её организация и деятельность (1918—1928) / под ред. Г. К. Дерман. — М.: Издательство Ком. Академии, 1928. — 158 с.

## Комментарии
1. ↑  В университетской библиотеке Кларк, библиотеке концерна «Дюпон», Бостонской публичной библиотеке, библиотеке Гарвардского университета[7].
2. ↑  C 17 апреля 1924 года — Библиотека Коммунистической академии ЦИК СССР.
3. ↑  C 1930 года — «Библиотековедение и библиография».
4. ↑  Расстрелян на Бутовском полигоне в числе 229 московских латышей 3 февраля 1938[27].
5. ↑  По др. сведениям, 5 января 1938[29].
6. ↑  В большинстве заключённые или недавно освободившиеся, в том числе Г. Л. Стадников, И. К. Траубенберг, Г. П. Пшеничный, Н. И. Родный[36].